# Josef Slavík
Pour les articles homonymes, voir Slavík.
Josef Slavík (Jince, 26 mars 1806 – Pest, 30 mai 1833) est un violoniste et compositeur bohémien.

## Biographie

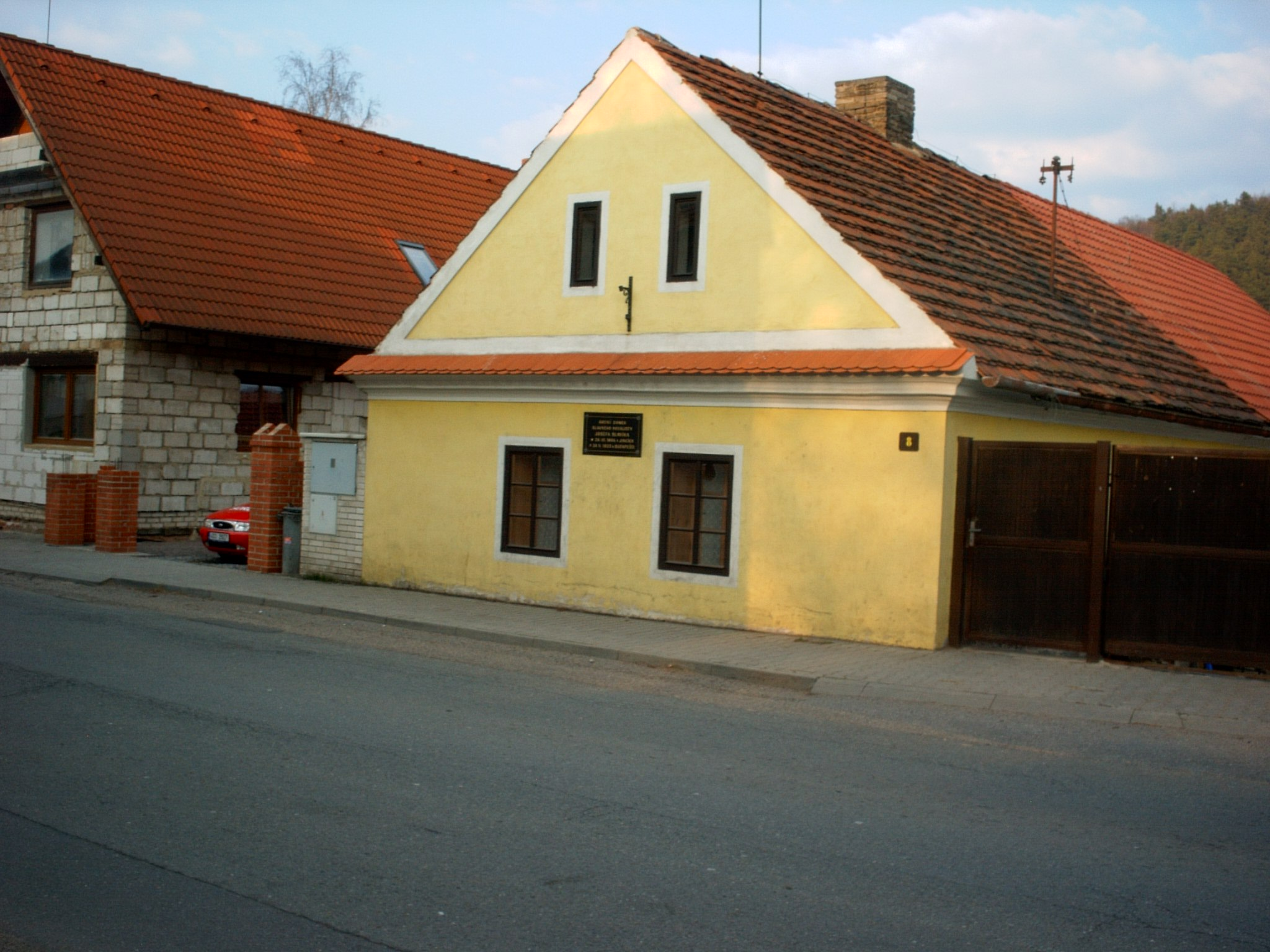
Maison natale à Jince.

Josef Slavík naît à Jince, petite ville du royaume de Bohême. Son père était maître de musique. Il commence l'étude du violon avec son père à quatre ans et manifeste un grand talent musical. Sa famille s'installe à Hořovice en 1815. Le comte Vrbna le parraine dès ses dix ans pour qu'il suivre des études au Conservatoire de Prague, jusqu'à la fin de celles-ci lorsqu'il a 17 ans.
Il est admis ensuite au sein de l'Orchestre du Théâtre de Prague et commence une carrière de concertiste. En 1825, il présente son Concerto en fa dièse mineur et à la fin de l'année, s'installe à Vienne, entrant dans l'Orchestre de la cour.
À Teplice,  une station thermale, il est entendu par Frédéric-Guillaume III de Prusse. Il est bientôt comparé au virtuose italien Niccolò Paganini, qu'il a entendu à Vienne en 1828. Il apprend par cœur le second concerto de Paganini « La Campanella » et le joue, faisant grande impression, et s'attirant cet éloge : « Le Rossignol des rossignols » (Slavík signifie rossignol en tchèque).
À Vienne, il rencontre également Frédéric Chopin (décembre 1830) et Franz Schubert, à qui il inspire plusieurs de ses œuvres de musique de chambre. En 1828, il voyage à Paris. Le 28 avril 1833, il offre un concert d'adieu avant une tournée ; c'est sa dernière apparition publique. Au cours de son voyage à Budapest, une fièvre typhoïde le prend et il meurt peu après. En 1933, ses restes ont été transférés à Prague dans la colline de Vysherad. 
Chopin a dit de lui dans une lettre à ses parents : « Il a joué comme un autre Paganini, mais un Paganini rajeuni, qui avec le temps va surpasser le premier. Je ne l'aurais pas cru si je ne l'avais pas entendu. Il prive le public de la parole et met les larmes aux yeux. Il y a plus : il arracherait les larmes même aux tigres. » Dans une autre à Jean Matuszynski datée du 26 décembre : « À part Paganini, je n'ai jamais rien entendu de comparable, quatre-vingt-seize staccati d'un seul coup d'archet : incroyable ! ». La haute opinion exprimée par Chopin est partagée par Paganini lui-même, et seule sa mort prématurée empêchera le musicien de se tailler une réputation à sa mesure.

## Œuvres
- Variation en mi majeur (1820)
- Concerto pour violon no 1 en fa-dièse mineur (1823)
- Capriccio en ré majeur (1824)
- Grand Potpourri (1825)
- Rondino pour violon avec accompagnement de piano (1826)
- Concerto pour violon no 2 en la mineur (1827)
- Polonaise en ré majeur pour piano (1828)
- Il Pirata, variations pour violon sur la corde de sol (1832)

## Discographie
- Josef Slavík, Concerto pour violon no 2 ; Niccolò Paganini, Concerto pour violon no 1 - Shizuka Ishikawa, violon ; Orchestre de chambre de Prague, dir. Zdeněk Košler (12-14 août 1975, LP Supraphon 1110 2076) (OCLC 699813118)

## Liens contextuels
- Václav Krška